# 深田ダム
深田ダム（ふかだダム）は、福島県郡山市三穂田町山口にある阿武隈川水系笹原川の支流多田野川に建設された安積疏水の灌漑専用ダムである。

## 概要
郡山市街地の西端の丘陵地に位置し、新安積疏水を通して猪苗代湖より灌漑用水の供給を受ける。灌漑面積の増大により春先の田植え時期に慢性的に発生する安積疏水末端水路における水不足を解消するために、1971年建設に着手、1976年堤体盛立を完了、その後2年間の試験潅水を経て、1983年より供用を開始した。

## 写真

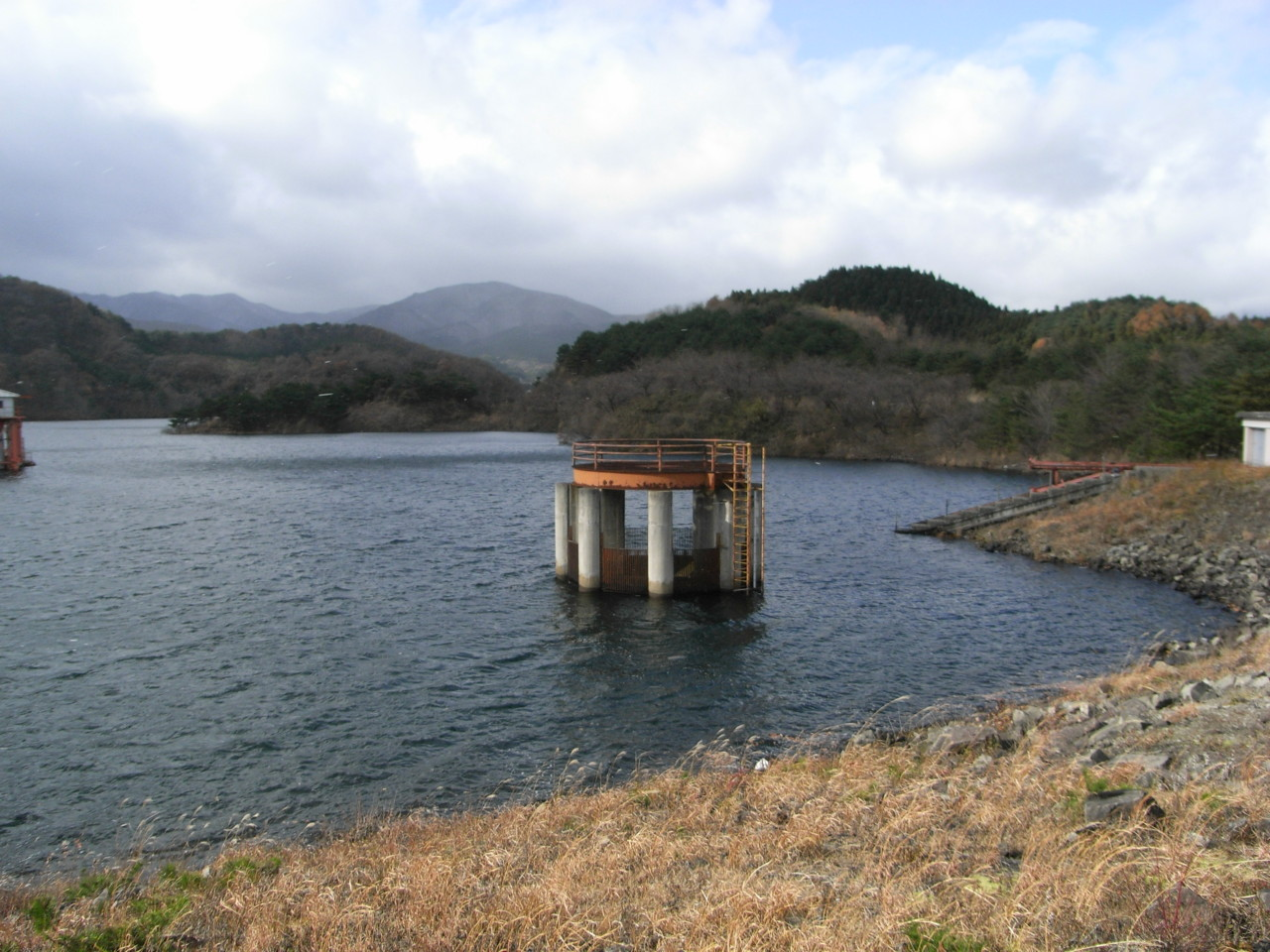
深田調整池
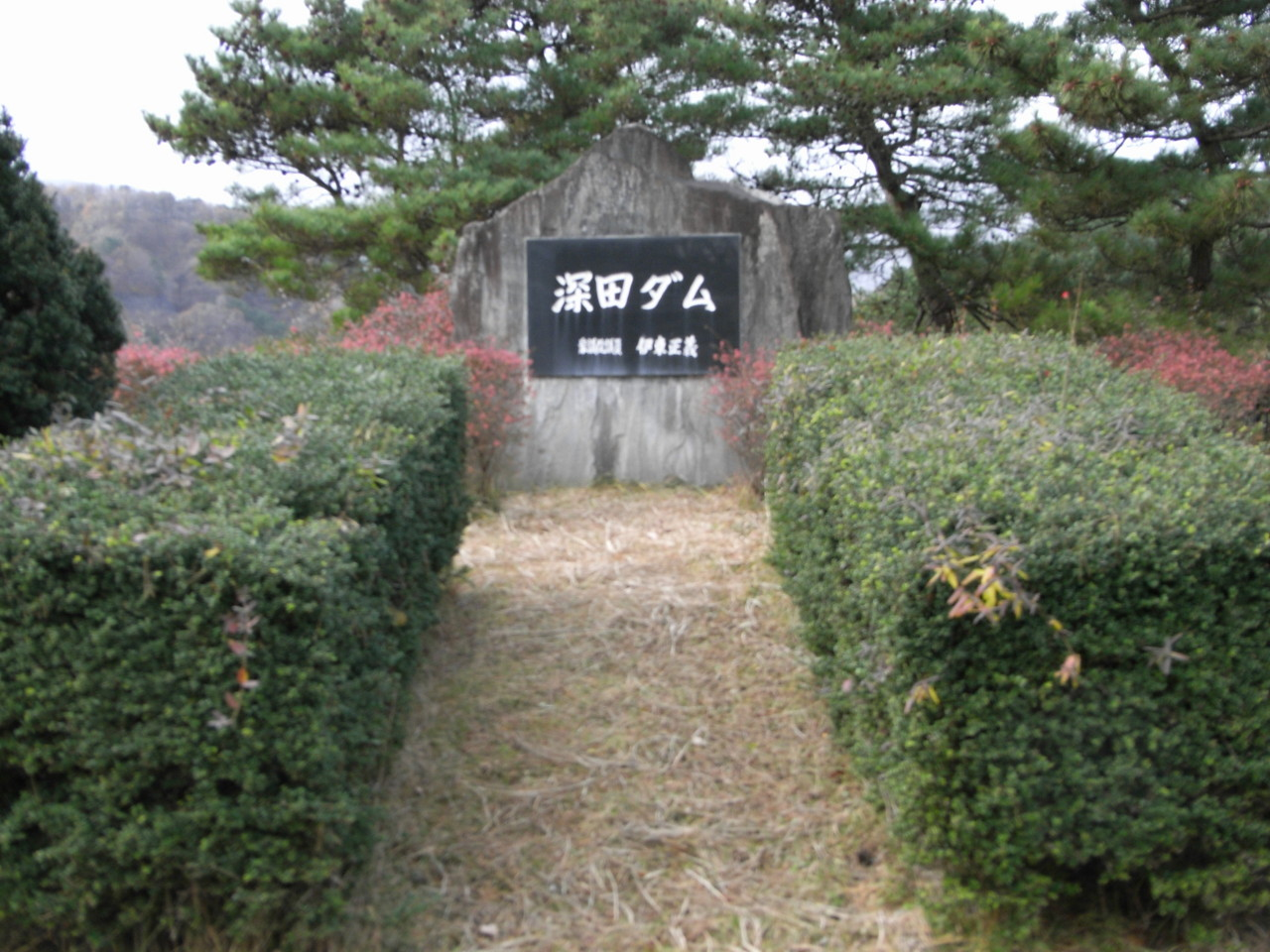
深田ダム記念碑
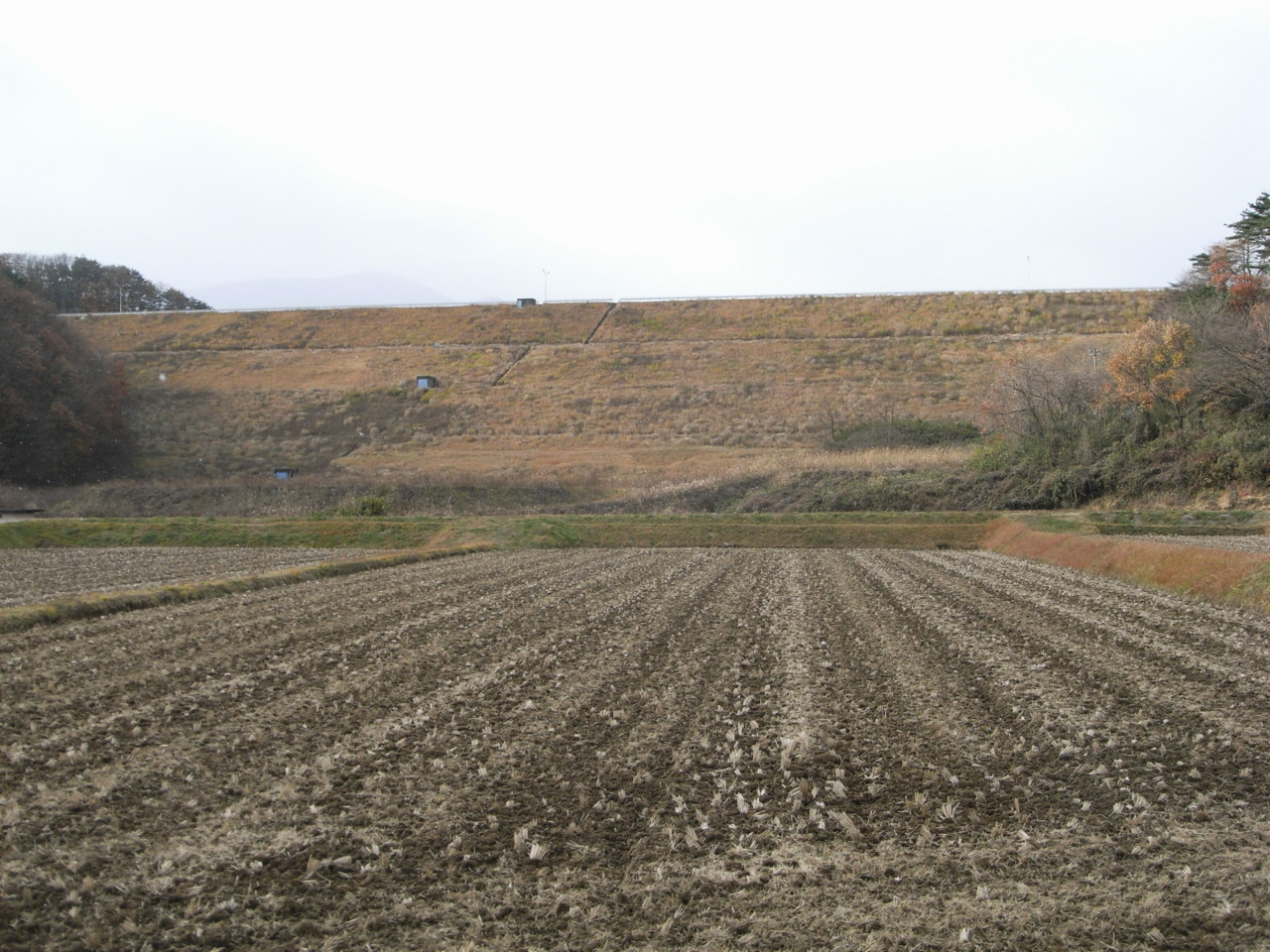
冬の深田ダム